# Juri Nikolajewitsch Fedkin
Juri Nikolajewitsch Fedkin (russisch Юрий Николаевич Федькин; * 6. Oktober 1960 in Moskau, Russische SFSR) ist ein ehemaliger russischer Sportschütze.

## Erfolge
Juri Fedkin nahm an den Olympischen Spielen 1992 in Barcelona mit dem Luftgewehr für das Vereinte Team teil. In der Qualifikation schoss er als einziger 593 Punkte und zog als Erstplatzierter ins Finale ein. Da er auch in diesem mit 102,3 Punkten den Bestwert erzielte, kam er mit insgesamt 695,3 Punkten vor Franck Badiou und Johann Riederer auf den ersten Rang und wurde somit Olympiasieger. Bei Weltmeisterschaften gewann er in Sarajevo 1989 seine einzige Einzelmedaille, als er mit dem Luftgewehr Zweiter wurde. Mit der Mannschaft wurde er 1989 sowie auch 1991 in Stavanger ebenfalls Vizeweltmeister und sicherte sich mit ihr darüber hinaus 1997 in Budapest und 1994 in Mailand Bronze.
Er wurde fünfmal Europameister und mehrere Male sowjetischer Meister. Nach seiner aktiven Karriere wurde er Trainer bei ZSKA Moskau.